# Mafiaboy
Mafiaboy, pseudonimo di Michael Calce (1986), è un hacker canadese, residente in Montréal (Canada), ricordato per molte azioni di hacking effettuate contro importanti multinazionali nel 2000 all'età di 14 anni.
L'FBI era infiltrata nelle chat IRC e nelle BBS che venivano utilizzate da hackers come mezzo di comunicazione e alle quali si poteva accedere solo se invitato da uno dei partecipanti. Gli agenti notarono un utente dal nickname Mafiaboy che durante queste conversazioni si vantava delle sue capacità informatiche ma che veniva considerato uno sbruffone e nessuno lo considerava una seria minaccia. Mafiaboy avrebbe dimostrato molto presto il contrario.

## Biografia
L'F.B.I. che monitorava tutta la situazione aveva impiegato Mark Gosselin, un agente della polizia canadese, per tenere d'occhio questo ragazzo che nel frattempo aveva dichiarato di voler sferrare un grosso attacco. Pochi giorni dopo, più precisamente il 7 febbraio del 2000 il più grande attacco DDoS della storia di internet colpi inizialmente Yahoo. L'8 maggio buy.com ebbe seri problemi a ripristinare i propri servizi on-line e quella sera furono colpite anche eBay e Amazon. A notte fonda furono messi offline centinaia di siti della CNN. Il giorno seguente datek.com ed e-trade.com subirono un massiccio attacco che recò gravi danni alle loro reti e siti web. La tecnica utilizzata da Mafiaboy consisteva nell'inviare un enorme quantitativo di pacchetti all'host preso come bersaglio fino a rallentare notevolmente o addirittura bloccare il caricamento delle pagine web. La novità e il punto di forza degli attacchi di Mafiaboy era l'utilizzo di molti computer detti zombie, precedentemente hackerati e sui quali il quindicenne aveva il totale controllo, sparsi su tutto il territorio americano e utilizzati per sferrare l'attacco contemporaneamente. Gli zombie preferiti di Mafiaboy erano computer universitari aventi una banda internet molto più elevata della media e dunque l'attacco sarebbe risultato più massiccio.
Mafiaboy venne rintracciato dopo 3 mesi di indagini e intercettazioni. Ha scontato una pena di otto mesi di carcere e un anno di libertà vigilata. È stato inoltre condannato ad una multa di 250 dollari e varie restrizioni sull'utilizzo di internet.